# Magnus Kofod Andersen
Magnus Kofod Andersen (* 10. Mai 1999 in Hundested) ist ein dänischer Fußballspieler. Der zentrale Mittelfeldspieler spielt seit 2025 für Sparta Prag und ist früherer dänischer Nachwuchsnationalspieler.

## Karriere

### Verein
Andersen begann mit dem Fußballspielen in Hundested und wechselte 2009 in die Jugend des FC Nordsjælland. Am ersten Spieltag der Saison 2017/18 gab er sein Profidebüt. Zum Ende der Saison qualifizierte sich der FC Nordsjælland für die Vorausscheidung zur UEFA Europa League. In der Folgesaison qualifizierte sich der Verein als Tabellensechster für die Meisterrunde, in der der FC Nordsjælland den letzten Platz belegte.

### Nationalmannschaft
Andersen spielte von 2017 bis 2018 zweimal für die dänische U18-Nationalmannschaft sowie sechsmal für die U19. Ab Herbst 2018 gehörte er der U21-Nationalmannschaft an und nahm mit ihr an den U21-Europameisterschaften 2019 und 2021 teil. In knapp drei Jahren bestritt er bis Sommer 2021 mit der Auswahl insgesamt 25 weitere Juniorenländerspiele.